# 酮体

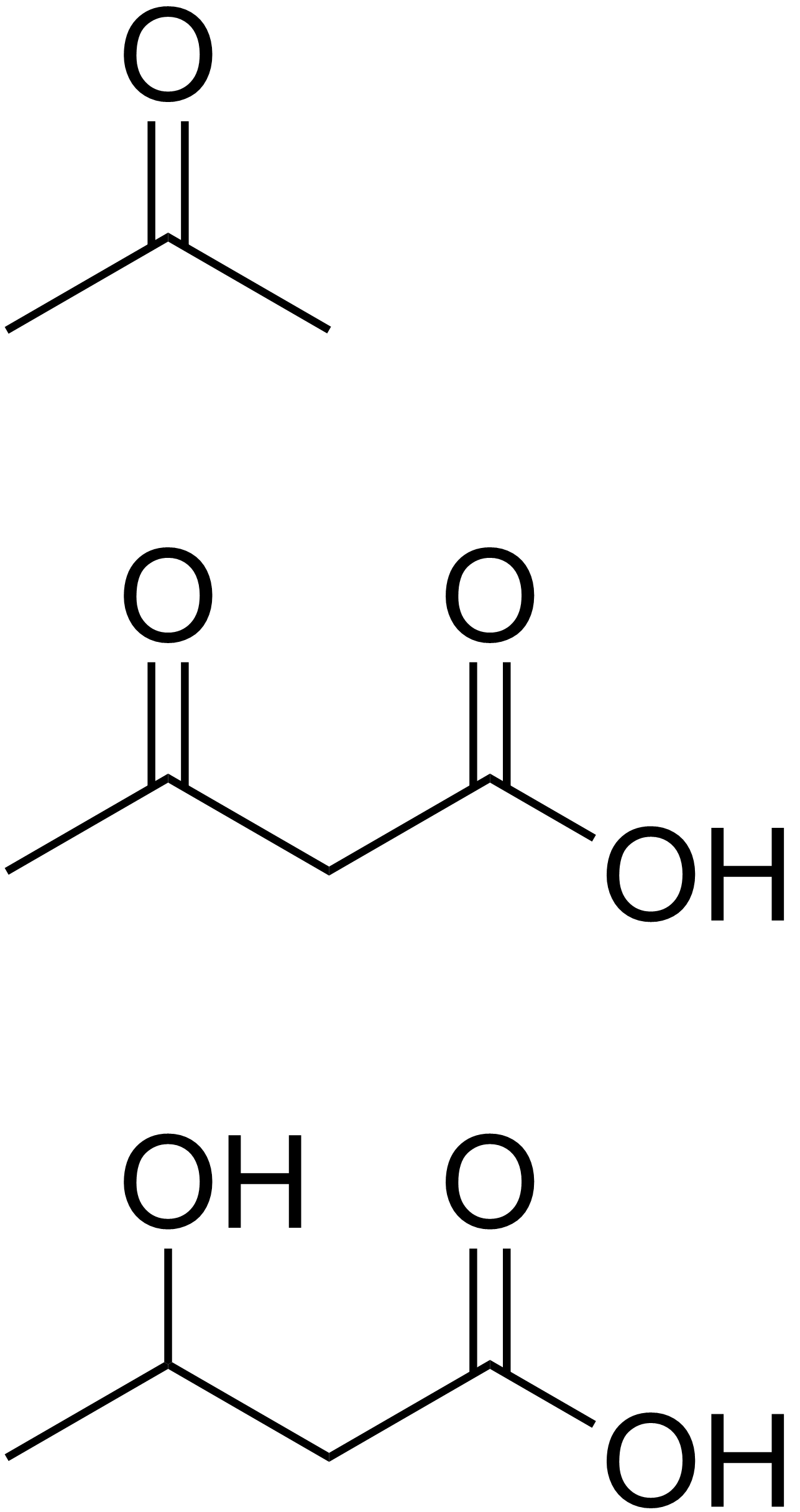
三种酮体的结构，从上至下：丙酮、乙醯乙酸、β-羟丁酸。

酮体（英語：Ketone bodies）是脂肪酸在肝内β-氧化时特有的中间代谢产物，它包括丙酮、乙酰乙酸和β-羟丁酸三种化合物。不过严格意义上来讲，β-羟丁酸是一种羟基酸，而非酮类。当机体处于饥饿、禁食或某些病理状态（如糖尿病），酮体才会大量堆积。酮体可以提供一种替代的能源，对某些组织细胞来说非常重要。
身體在上述状态时，脂肪动员加强，大量的脂肪酸被肝细胞吸收和氧化；而同时为了维持血糖浓度的稳定，也會刺激体内糖質新生作用。糖質新生所需原料草醯乙酸因為被大量消耗，影响到草醯乙酸所参与的另一代谢途径三羧酸循环，使大量中间物乙醯輔酶A無法消耗、出现堆积，因而生成酮体。

## 合成
生酮作用发生於肝细胞的线粒体基质。第一步反应是两分子乙醯輔酶A缩合为乙醯乙醯輔酶A，这是硫解酶的逆反应；第二步反应为乙醯乙醯輔酶与另一分子乙醯輔酶A在HMG-CoA合酶催化下缩合为β-羟-β-甲基戊二酸單醯輔酶A，即HMG-CoA，同时产生一分子CoA。（类比胆固醇合成中的反应和合成场所）
然后，HMG-CoA在HMG-CoA裂合酶催化下，分解产生乙醯輔酶A，并得到第一种酮体——乙醯乙酸。接下来，乙醯乙酸可以自发脱羧转变为丙酮，也可以在脱氢酶的催化下被还原为D-β-羟丁酸。

## 作用
酮体在产生以后可以离开肝细胞进入血液，经由血液循环到达肝外组织，其中β-羟丁酸和乙酰乙酸可重新转变为乙醯輔酶A进入三羧酸循环。
此过程僅在肝外细胞发生（因為肝细胞内缺乏 CoA轉移酶），包括：
1. β-羟丁酸被NAD+氧化为乙醯乙酸；
2. 乙醯乙酸与琥珀醯輔酶A在β-酮醯转移酶的催化下转变为乙醯乙醯輔酶A和琥珀酸；
3. 乙醯乙酰輔酶A与CoA作用，产生两分子乙醯輔酶A。

丙酮则可作为废料呼出或是排泄出体外，部分可在肝中由细胞色素P450（CYP2E1）催化下转化为羟基丙酮，进一步转化为丙酮醛、D-乳酸、丙酮酸而糖質新生成为醣類。
酮体的这个性质使其成为身體在饥饿、禁食等状态下，为脑、骨骼肌和心肌提供的一种替代燃料。
不过，由于乙醯乙酸与β-羟丁酸均为中强酸，因此酮体产生过多时将会引起酮症（ketosis），甚至出现酮酸中毒。